# Hirebilagunji, Sagar
Hirebilagunji là một làng thuộc tehsil Sagar, huyện Shimoga, bang Karnataka, Ấn Độ.